# Cyathus pallidus
Cyathus pallidus är en svampart som beskrevs av Berk. & M.A. Curtis 1868. Cyathus pallidus ingår i släktet Cyathus och familjen Agaricaceae.   Inga underarter finns listade i Catalogue of Life.